# Monotropa uniflora
Monotropa uniflora là một loài thực vật có hoa trong họ Thạch nam. Loài này được L. mô tả khoa học đầu tiên năm 1753. Nó là cây thân thảo lưu niên sống ở vùng ôn đới châu Á, Bắc Mỹ và Nam Mỹ. Nó trước đây được đặt trong họ Monotropaceae, nay được chuyển sang họ Ericaceae.
Không như các loài thực vật khác, nó có màu trắng, và không có diệp lục. Thay vì tạo quang hợp, nó sống ký sinh. Thân cây đôi khi toàn trắng, nhưng thường thì có nhiều đốm đen và hồng nhạt. Các biến thể hiếm có thể có màu đỏ đậm.

## Hình ảnh

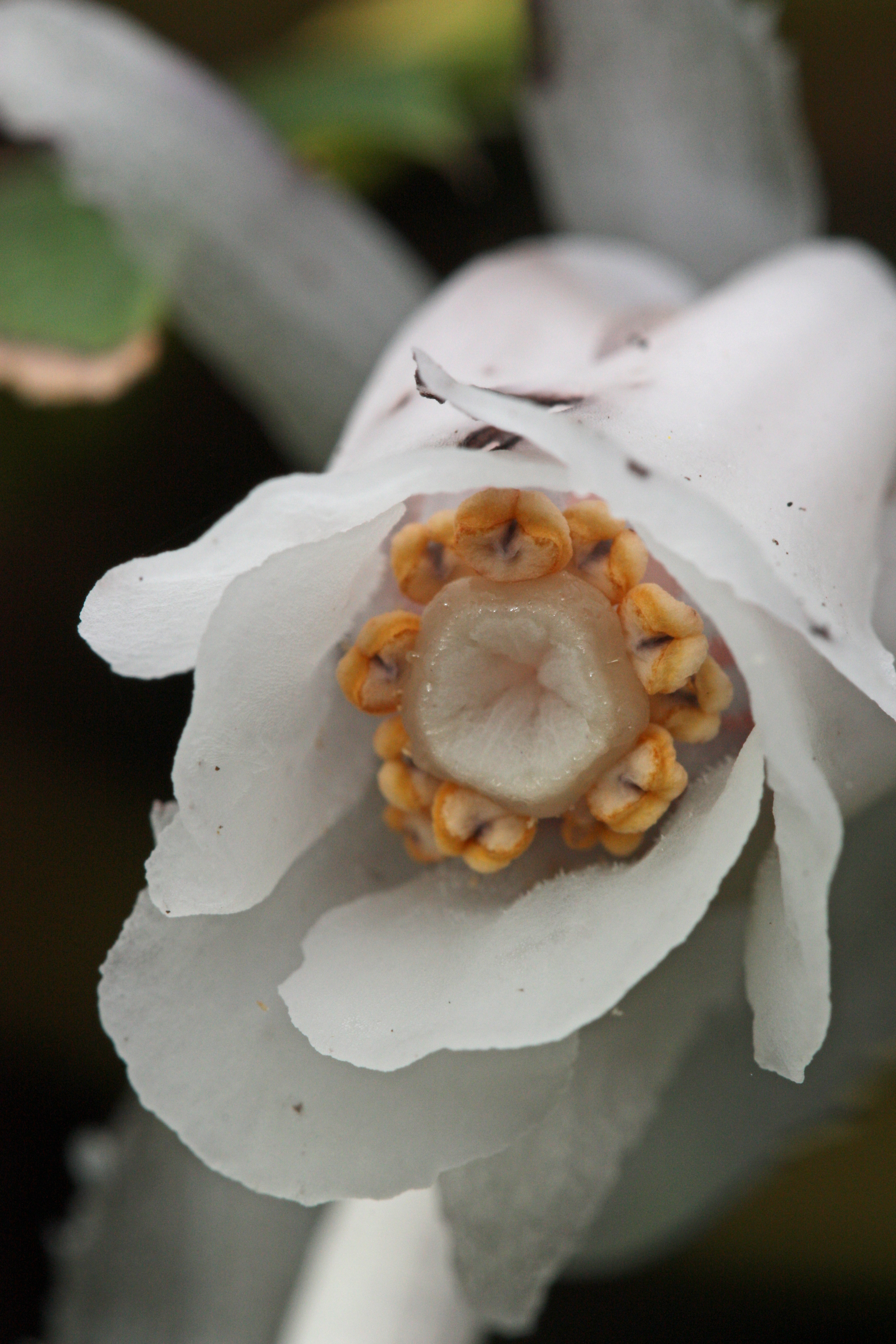
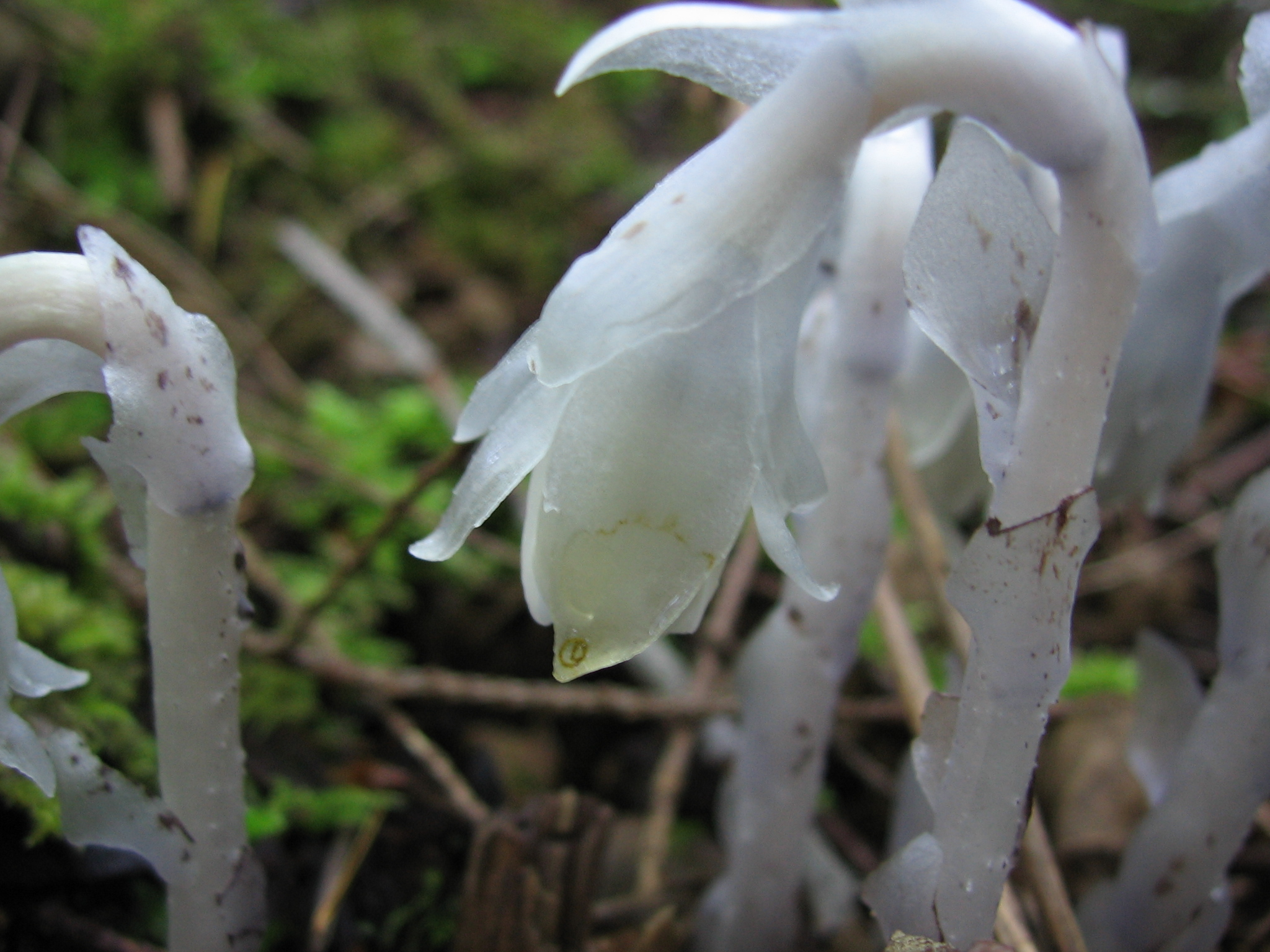
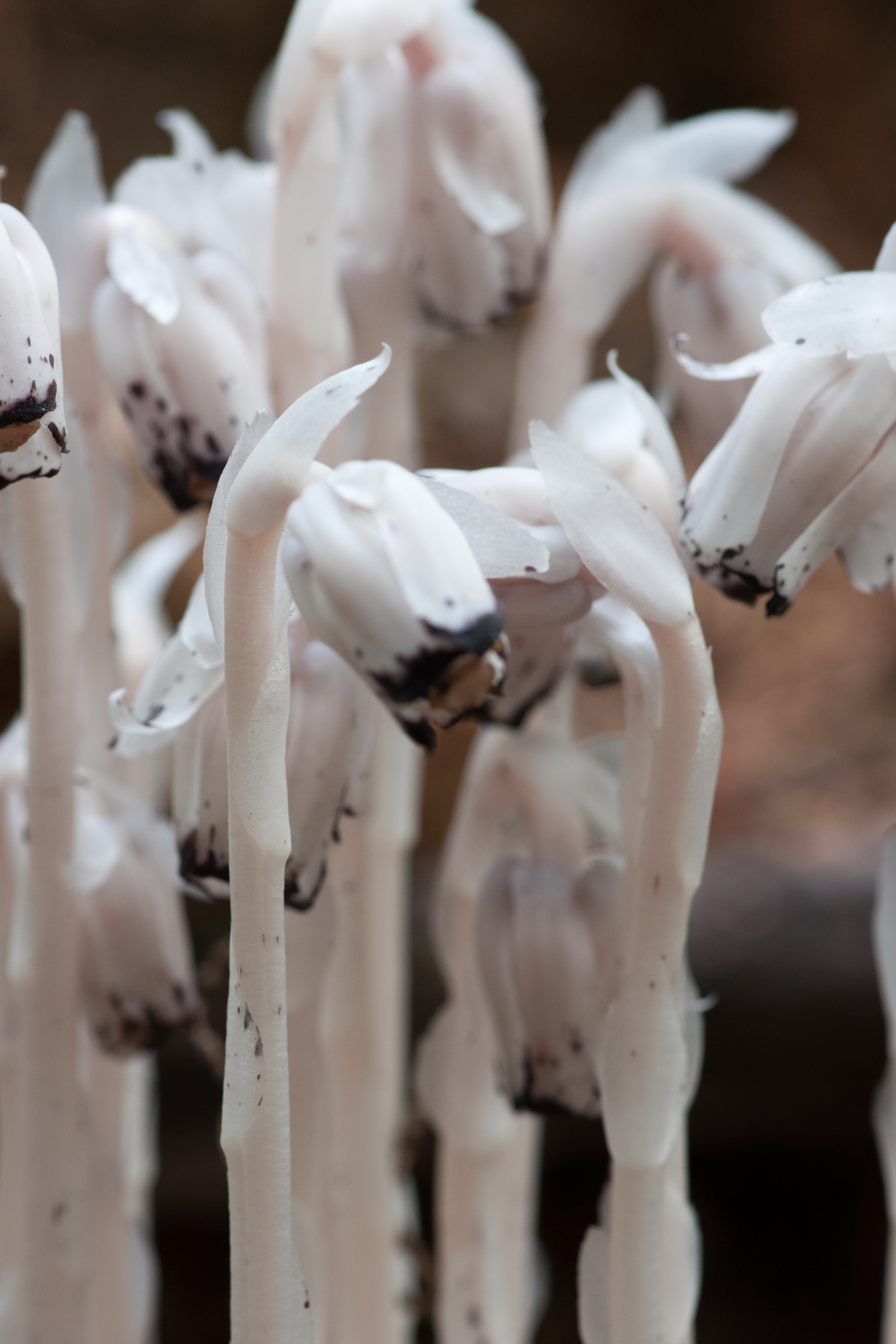
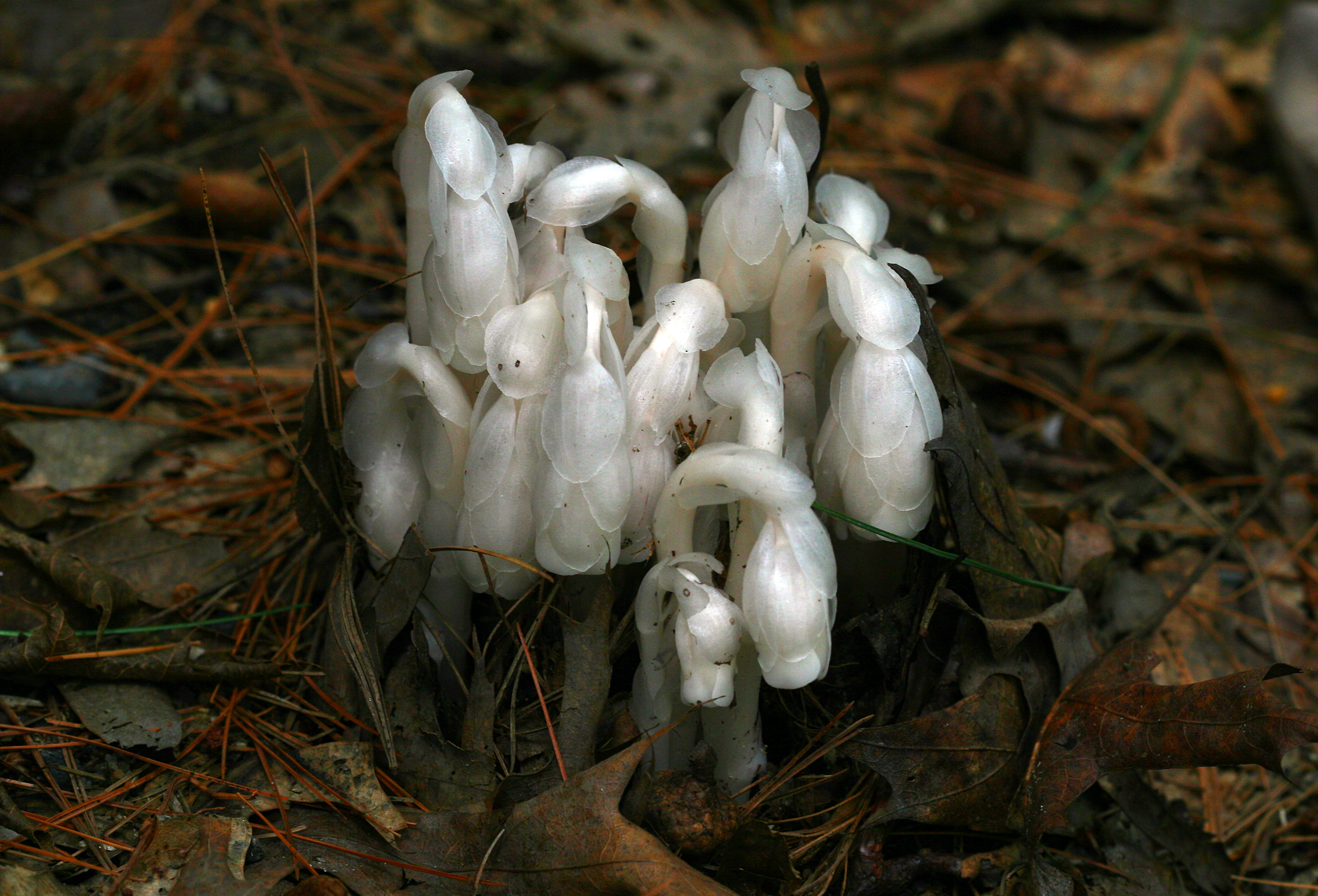